# Mordenit
Mordenit – minerał z gromady krzemianów, zaliczany do grupy zeolitów. Należy do grupy minerałów bardzo rzadkich, rozpowszechnionych tylko w niektórych regionach Ziemi.
Nazwa pochodzi od miejscowości Morden w Kanadzie, gdzie po raz pierwszy został znaleziony. Znany jest od 1864 r.

## Właściwości[1]
- Wzór chemiczny: (Ca,K
2,Na
2)
4(Al
8Si
40)O
96·27H
2O – uwodniony glinokrzemian wapnia, potasu i sodu
- Układ krystalograficzny: rombowy
- Twardość: 3-4 w skali Mohsa
- Gęstość: 2,12-2,15 g/cm³
- Rysa: biała
- Barwa: bezbarwny, biały, żółtawy, różowawy
- Przełam: nierówny
- Połysk: jedwabisty, szklisty
- Łupliwość: doskonała

Zazwyczaj tworzy kryształy o pokroju igiełkowym, włoskowym lub słupkowym (rzadko). Występuje w skupieniach zbitych, groniastych, włóknistych i promienistych. Jest kruchy i przezroczysty. Czasami zawiera stront (odmiana – astonit).

## Występowanie
Minerał wtórny, bywa też produktem procesów hydrotermalnych. Występuje w pustkach skał wulkanicznych. Współwystępuje z chabazytem, heulandytem, phillipsytem, analcymem, opalem, kwarcem.
Miejsca występowania: Kanada, USA, Rosja, Islandia, Wielka Brytania.